# سکینه عمرانی
سکینه عمرانی نمایندهٔ دورهٔ نهم مجلس شورای اسلامی و عضو کمیسیون کشاورزی، آب و منابع طبیعی مجلس شورای اسلامی از حوزهٔ انتخابیهٔ سمیرم در استان اصفهان بود. 